# Saleh al-Muhaya
Salem al- Muhaya (Ar Rass, 1939) è un generale saudita.
È stato capo dello staff generale della Reale forza terrestre saudita e vicecomandante delle forze armate saudite, insieme al feldmaresciallo Khalid bin Sultan Al Sa'ud ha comandato la Reale forza terrestre saudita durante la Guerra del Golfo e durante l'insurrezione sciita in Yemen prima di ritirarsi nel 2011.